# Melisa Kerman
Melisa Kerman est une joueuse de volley-ball turque née le 7 février 1994 à İzmir. Elle mesure 1,89 m et joue au poste d'attaquante.

## Clubs
| Club             | De        | À         |
| ---------------- | --------- | --------- |
| Karşıyaka İzmir  | 2005-2006 | 2008-2009 |
| TVF Spor Lisesi  | 2009-2010 | 2010-2011 |
| VB Günes Sigorta | 2011-2012 | 2011-2012 |
| Karşıyaka İzmir  | 2012-2013 | 2012-2013 |
| Işıkkent İzmir   | 2013-2014 | 2013-2014 |
| Arkas Spor İzmir | 2014-2015 | 2017-2018 |
| CV Xuvenil Teis  | 2018-2019 | …         |